# Diakritischer Akzent
Ein diakritischer Akzent kommt in diversen Sprachen zum Einsatz, um zwei ansonsten gleich geschriebene Wörter voneinander zu unterscheiden. Dieser Akzent hat keine Bedeutung bei der Aussprache. Er kommt in folgenden Sprachen vor:
- Spanisch: Hier immer als Akut[1]
- Katalanisch: Je nach Aussprache des Vokals als Akut oder als Gravis.[2] Hier behalten auch zusammengesetzte Wörter den diakritischen Akzent, obwohl keine Verwechslung mehr möglich ist, z. B. Adéu.
- Asturisch: Immer als Akut.
- Galizisch: Immer als Akut.